# Claviger barbarus
Claviger barbarus – chrząszcz z rodziny kusakowatych, podrodziny Pselaphinae.

## Występowanie
Występuje w Północnej Afryce (Algieria, Maroko).